# 九宝石勲章
九宝石勲章（きゅうほうせきくんしょう）とは、ラーマ4世によって創設されたタイ王国の勲章である。正式名称はเครื่องราชอิสริยาภรณ์อันเป็นโบราณมงคลนพรัตนราชวราภรณ์, 英語では The Ancient and Auspicious Order of the Nine Gems, なお略称はน.ร.である。チャクリー家出身の王族で、かつ公務あるいは宗教（仏教）の分野に於いて功績のある人物に下賜される。
王族に下賜される勲章としては、最高位のラーチャミトラーポーン勲章と二番目に高位の大チャクリー勲章に次ぐ勲章である。
なお、この勲章に等級はない。

## 存命の受章者
| 名前                                                        | 受章年月日                  | 備考 |
| ----------------------------------------------------------- | --------------------------- | ---- |
| シリキット王妃                                              | 1950年（仏暦2493年）5月5日  |      |
| ワチラーロンコーン王太子                                    | 1973年（仏暦2516年）1月26日 |      |
| シリントーン王女                                            | 1977年（仏暦2520年）12月5日 |      |
| チュラポーン王女                                            | 1993年（仏暦2536年）6月21日 |      |
| スティダー王妃                                              | 2019年（仏暦2562年）5月4日  |      |
| スットタナーリーナート女公 ソームサワリー妃                 | 2019年（仏暦2562年）5月5日  |      |
| ラーチャサリニーシリパット女公 パッチャラキッティヤパー王女 | 2019年（仏暦2562年）7月28日 |      |